# Erik Asmussen

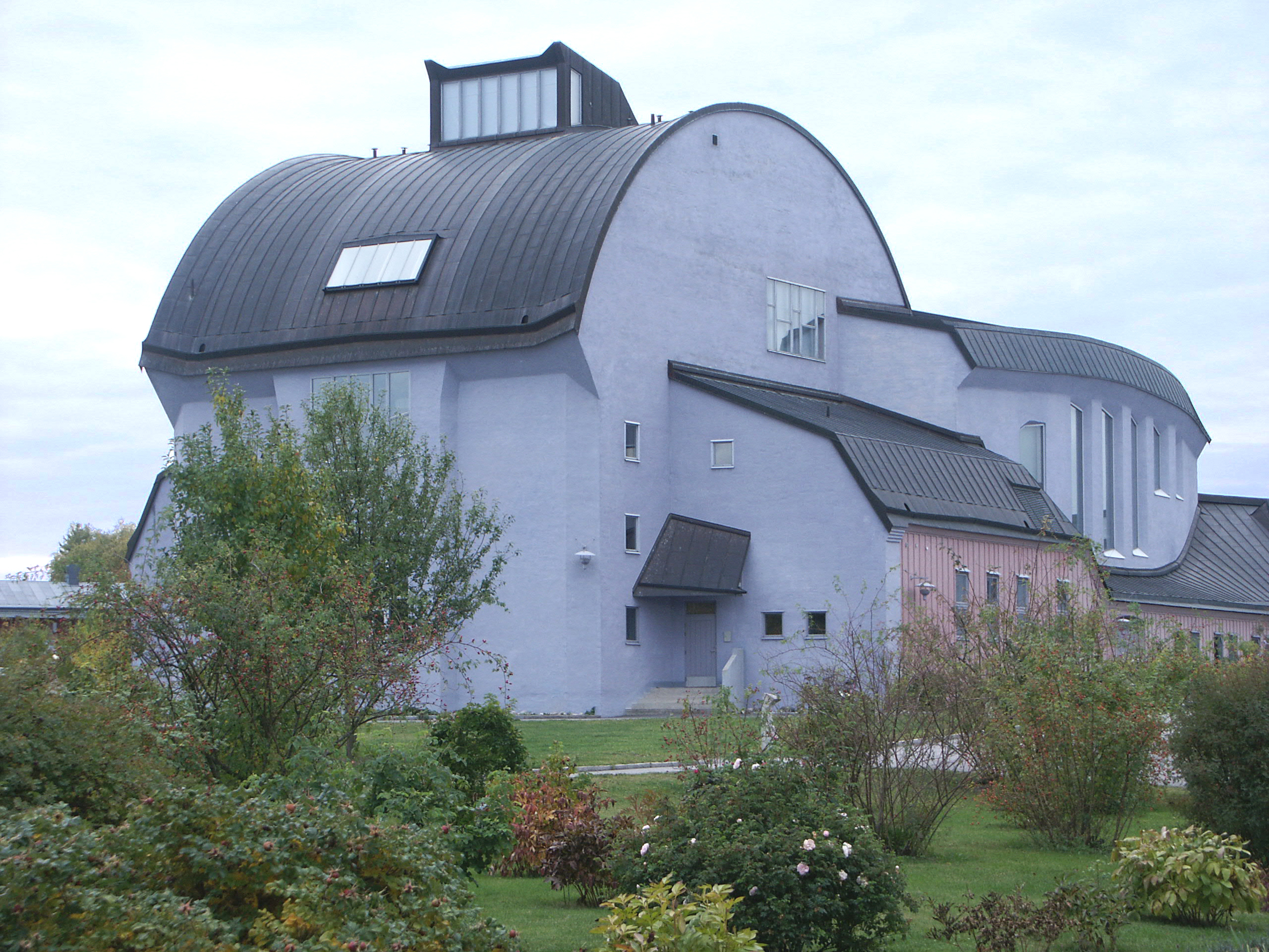
Kulturhuset i Ytterjärna.

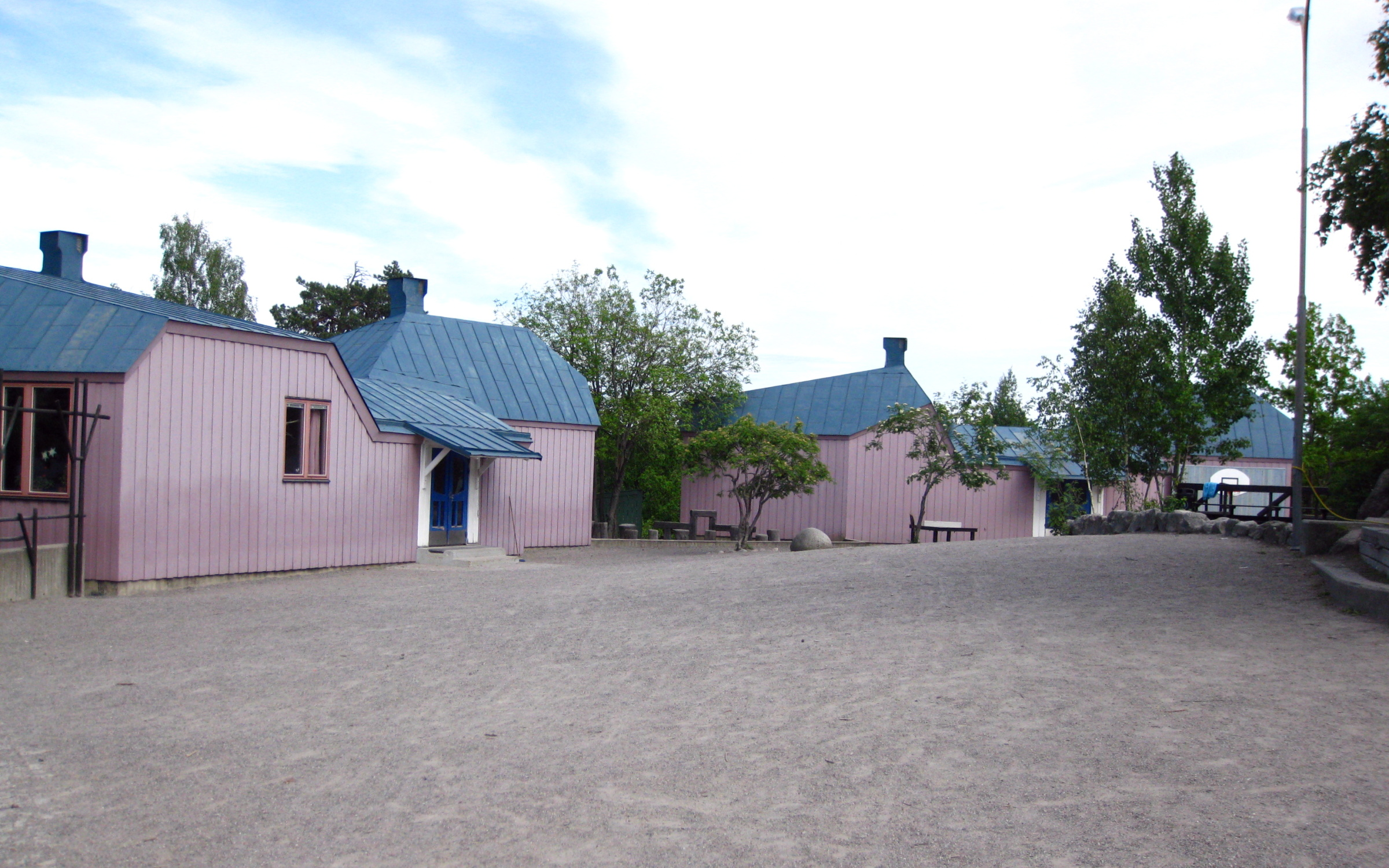
Kristofferskolan i Stockholm.

Erik "Abbi" Asmussen, född 2 november 1913, död 29 augusti 1998, var en dansk arkitekt verksam i Järna i Sverige. Han var tydligt inspirerad av Goetheanums antroposofiska arkitektur.
År 1981 tilldelades Asmussen 1977 års Kasper Salinpris för Rudolf Steinerseminariet i Ytterjärna, som Stiftelsen Rudolf Steinerseminariet var byggherre för.

## Byggnader i urval
- Kulturhuset i Ytterjärna
- Vidarkliniken i Ytterjärna
- Kristofferskolan i Bromma, Stockholm
- Örjanskolan i Järna
- Rudolf Steinerseminariet i Järna